# Đoàn binh Tây Tiến
Đoàn binh Tây Tiến, tên đầy đủ là Đoàn binh Tây Tiến (Đoàn Võ trang Tuyên truyền Biên khu Lào - Việt) là cuốn sách hồi ký của nhà thơ Quang Dũng. Cuốn sách đã đoạt giải thưởng sách quốc gia năm 2020.

## Hoàn cảnh sáng tác
Năm 1947, Quang Dũng được điều đi học Trường bổ túc trung cấp quân sự Sơn Tây. Sau khoá học, ông làm Đại đội trưởng ở tiểu đoàn 212, Trung đoàn 52 Tây Tiến. Ông tham gia chiến dịch Tây Tiến đợt hai, mở đường qua đất Tây Bắc. Trong thời gian này, ông còn được cử làm Phó đoàn tuyên truyền Lào - Việt. Vào năm 1948 ông đã sáng tác bài thơ Tây Tiến.
Đến năm 1952, khi đang công tác ở Thành cổ Sơn Tây, nhà thơ đã hoàn thành tập hồi ký về giai đoạn tham gia Tây Tiến của mình. Cuốn sách chỉ có 124 trang, ông đã có ý định xuất bản trong năm đó nên đã viết "Mấy lời nói trước cùng độc giả".
Nhưng vì nhiều lý do mà cuốn sách đã không được in. Đến tận năm 2019, nghĩa là 67 năm kể từ khi nhà thơ Quang Dũng hoàn thành cuốn sách thì gia đình ông mới phối hợp với NXB Kim Đồng để phát hành cuốn sách với tên gọi là Đoàn binh Tây Tiến.
Cuốn sách đã đạt được Giải A giải thưởng sách quốc gia năm 2020. Do nhà thơ Quang Dũng đã mất hồi năm 1988 nên chị Bùi Phương Thảo là con gái của ông, thay mặt gia đình lên nhận giải thưởng.